# Beatrice de Sicilia
Beatrice de Sicilia sau Beatrice de Anjou (n.c. 1252 – d. 1275) a fost împărăteasă titulară a Imperiului Latin al Constantinopolului prin căsătoria cu Filip I de Courtenay (d. 1283). 

## Biografie
Beatrice a fost fiica regelui Carol I al Neapolelui (1227–1285) și a soției sale, Beatrice de Provence (1229–1267). Astfel, ea descindea pe linie paternă din familia franceză a Capețienilor și aparținea Casei de Anjou.
Prin Tratatul de la Viterbo din 27 mai 1267, tatăl ei, care cucerise Regatul Siciliei în 1266, a logodit-o cu Filip I de Courtenay, moștenitorul împăratului exilat al Imperiului Latin al Constaninopolului, Balduin al II-lea, căruia îi promisese reîntoarcerea pe tron.
Prin același tratat Balduin al II-lea de Courtenay a transferat în schimb lui Carol I o mare parte din drepturile Imperiului Latin asupra Siciliei împreună cu orașul Corfu și câteva alte orașe din Albania. De asemenea, Carol a devenit stăpân al Principatului de Ahaia și conducător al insulelor din Marea Egee, cu excepția celor deținute de Veneția și Lesbos, Chios, Samos și Amorgós. În cazul în care din această căsătorie nu rezultau urmași, Carol I moștenea drepturile lui Filip. Beatrice avea aproximativ cincisprezece ani în momentul logodnei.
La 15 octombrie 1273 Beatrice s-a căsătorit cu Filip la Foggia. Tatăl acestuia a murit câteva zile mai târziu, iar Filip și Beatrice au preluat titlul imperial. Documente sau cronici care indică titlul imperial al Beatricei și al soțului ei nu au supraviețuit.
Căsătoria a fost armonioasă și a avut ca rezultat o fiică, Caterina de Courtenay (1274–1308).
Beatrice a murit după o scurtă boală la sfârșitul anului 1275.
Documentul în care Beatrice a fost menționată ultima dată ca fiind în viață este datat 16 noiembrie 1275 și la 13 decembrie același an a fost menționată pentru prima dată ca decedată.